# 松林菜々見
松林 菜々見（まつばやし ななみ、1986年9月10日 - ）は、日本のグラビアアイドル、レースクイーン、タレント。プラチナムプロダクション所属。東京都東村山市出身。

## 人物・来歴
- 2006年、オートサロンイメージガール『A-class』のメンバーとしてデビュー。同年、SUPER GT『direxivレーシングガールズ』に就任。
- 2007年、SUPER GT『宝山's cosmos Circuit Lady』、K-1 WORLD MAXラウンドガールを務める。
- 同年夏、芸能人女子フットサルチーム「TEAM SPAZIO」に入団したが、現在は退団している（後にチームは解散）。
- 2008年、2年ぶりにオートサロンイメージガール『A-class』のメンバーとなる。
- 趣味は買い物、カラオケ、ボウリング。特技は腹踊り。
- 好きな色はピンク、黒、紫。
- バラエティ番組にも積極的に出演している。

## 出演

### テレビ
- 神さまぁ〜ず（2008年4月29日、TBS）
- 志村屋です。（2008年6月25日、フジテレビ）
- アリケン（2008年6月26日、テレビ東京）
- むちゃぶり!（2008年8月6日、TBS）オープニングアイドル
- しゃべくり007（2008年8月23日、日本テレビ）手島優、上原美優と共にゲスト出演
- お試しかっ!（2008年8月25日、テレビ朝日）ビキニが高速スライダーで外れるか実験
- はねるのトびら（2008年10月22日、フジテレビ）「オクテだらけの大運動会」にチアガールとして出演

### ラジオ
- ゴチャまぜっ!金スペ ミニコーナー（2008年4月11日 – 10月3日、MBSラジオ）

### パチンコ
- CRラブ嬢～ご延長の方はいかがなさいますか?～（2011年5月、平和）クラブラベンダーのキャバ嬢・ななみ役[1]

## リリース作品

### DVD
- Shining☆Star!~A-class THE MOVIE~（avex trax・2006年1月11日発売） - A-classとして
- NaNaふしぎ（ラインコミュニケーションズ・2006年5月17日発売）
- 7SEE（マジカル・2008年5月2日発売）

### CD
A-class
- TOKYO AUTOSALON presents EVOLUTION #02（avex trax・2005年12月7日発売）　曲名『Shining☆Star!』
- TOKYO AUTOSALON presents EVOLUTION #04（avex trax・2007年12月26日発売）　曲名『Don't Make Me Cry』